# Seesperren im Haderslev Fjord
Die Seesperren im Haderslev Fjord waren eisenzeitliche Pfahlsperren (dänisch pælespærringer) – im Gegensatz zu Schiffssperren wie die Foteviksspärren durch versenkte Boote. Die Seesperren (dänisch Søspærringer) im Haderslev Fjord werden „Margrethes Bro“ (deutsch Margretsbrücke) und „Æ Lei“ genannt. Ihr Ziel war es, den Zugang zu dem sechzehn Kilometer langen Fjord für Schiffe bereits an der Mündung zu sperren.
Die Breite von „Margrethes Bro“ war 25 bis 30 Meter und ihre Länge betrug etwa 425 Meter. „Æ Lei“ hatte eine Breite zwischen 15 und 50 Metern und eine Länge von Ufer zu Ufer von 600 Metern.
„Margrethes Bro“ bestand aus etwa fünf Meter langen und zwei Meter breiten Bretterlagen, die von senkrecht eingeschlagenen Pfählen gehalten wurden. Im Vorfeld der Brücke bildeten Cheval de frise aus dicht gesetzten Pfählen eine breite Barriere. Die Pfähle datieren in die Eisenzeit. Die ältesten sind von 370 n. Chr. und die jüngsten von 418 n. Chr. Auch die „Æ Lei“ bestand aus Brettern und Pfählen aus Eichenholz. Die Baumringchronologie (dänisch Årringtællingerne) ergab, dass ihr Bau im Jahre 403 begonnen wurde. Aber sowohl ältere als auch jüngere Teile der Struktur, wurden jedes Jahr repariert, wahrscheinlich nach den Herbststürmen und dem Wintereis.
Bei Haderslev riefen offenbar Kriegsereignisse zwischen dem späten 1. Jahrhundert v. Chr. und dem frühen 5. Jahrhundert n. Chr., die sich als mehrfache Waffenopfer im landeinwärts gelegenen Ejsbøl Mose zeigen, Abwehrmaßnahmen an der Küste hervor.
Eisenzeitliche Pfahlsperren sind außer im Haderslev Fjord, auch im Nakkebølle Fjord auf Fünen und im Jungshoved Nor auf Seeland festgestellt worden. Die Seesperre von Hominde und die im Gudsø Vig bei Kolding sind dagegen wikingerzeitlich.